# Eriksmåla
Eriksmåla is een plaats in de gemeente Emmaboda in het landschap Småland en de provincie Kalmar län in Zweden. De plaats heeft 238 inwoners (2005) en een oppervlakte van 94 hectare.

## Verkeer en vervoer
Bij de plaats lopen de Riksväg 25 en Riksväg 28.